# Hugo Rönnblad

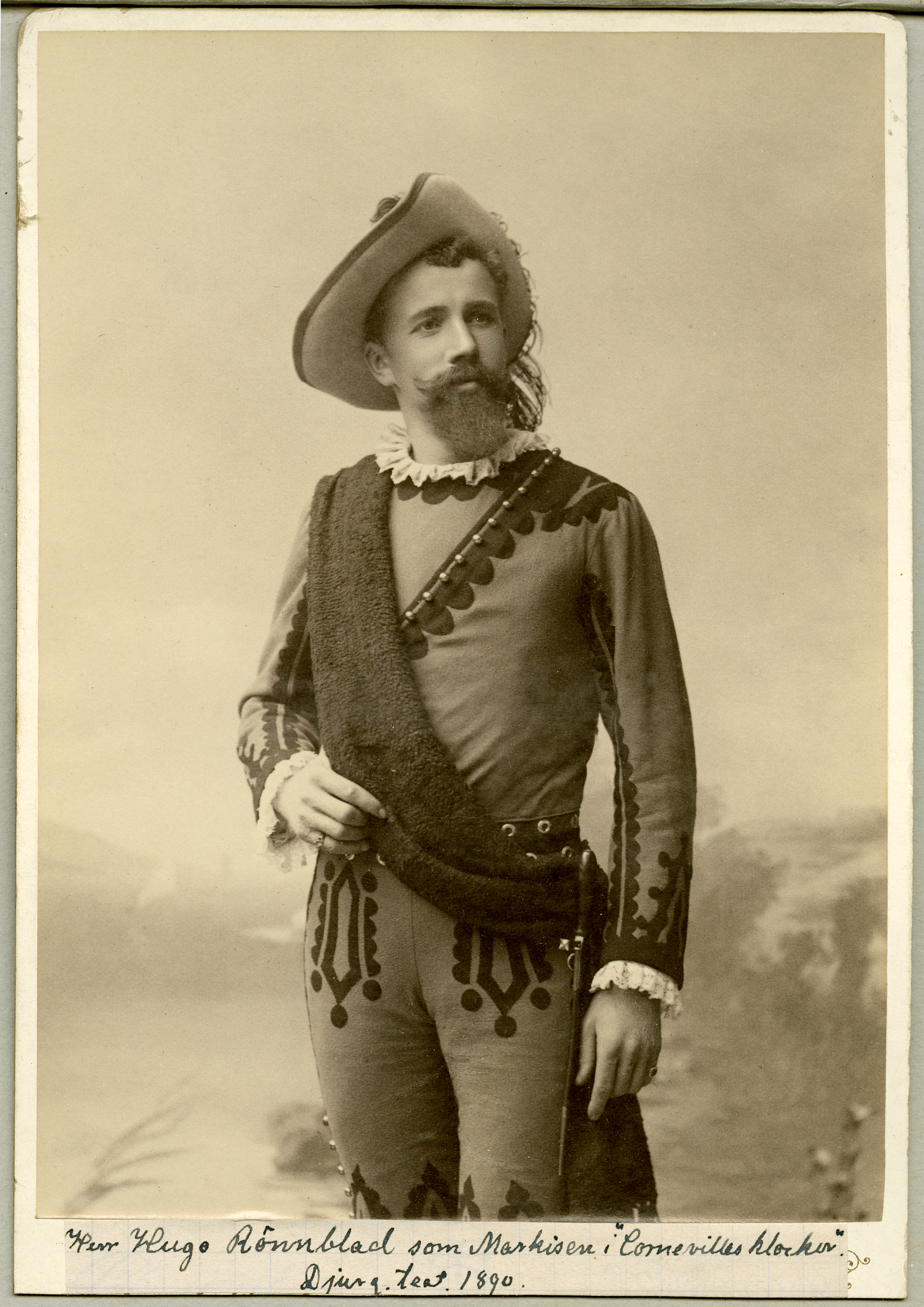
Rönnblad en la opereta Les cloches de Corneville (1890)

Hugo Rönnblad (8 de diciembre de 1863 - 6 de diciembre de 1925) fue un cantante de opereta, actor y director teatral de nacionalidad sueca. 

## Biografía
Su nombre completo era Hugo Vilhelm Rönnblad, y nació en Estocolmo, Suecia. Rönnblad se inició como actor a los 20 años de edad trabajando en el Nya teatern (más adelante Svenska teatern) de Estocolmo. A lo largo de su carrera realizó unas 60 actuaciones como barítono en piezas de opereta y ópera. 
Entre 1888 y 1890 trabajó con el Stora Teatern de Gotemburgo, pasando después a Estocolmo y de nuevo a Gotemburgo, actuando en la compañía teatral de Albert Ranft. En total, Rönnblad hizo unos 500 papeles teatrales. 
En 1901 Rönnblad inició una compañía teatral itinerante propia, con un repertorio exclusivamente dramático. Trabajó con su esposa, Ingeborg Rönnblad, en la mencionada compañía hasta 1915, fecha en la que ella  falleció.
Hugo Rönnblad falleció en Estocolmo en el año 1925. Fue enterrado en el Cementerio Norra begravningsplatsen de dicha ciudad. Desde el año 1891 estuvo casado con la actriz Ingeborg Rönnblad. Tras la muerte de su esposa, en el año 1916 se casó con Augusta Brewitz.

## Filmografía
- 1924 : Gösta Berlings saga
- 1925 : Karli XII
- 1925 : Ingmarsarvet

## Teatro (selección)

### Actor
- 1892 : Jack och Bob, de Edward Jakobowski, Claxson Bellamy y Harry Paulton, Vasateatern[3]
- 1893 : Amors droska, de Rudolf Kneisel y Hermann Hirschel, Vasateatern[4]
- 1893 : Lili, de Florimond Hervé, Alfred Hennequin y Albert Millaud, Vasateatern[5]
- 1894 : En séance vid Saltsjöbaden, de Harald Leipziger, Vasateatern[6]
- 1911 : Den starkaste, de Clyde Fitch, dirección de Hugo Rönnblad, Compañía de Hugo Rönnblad[7]

### Director
- 1911 : The Woman in the Case, de Clyde Fitch, Compañía teatral de Hugo Rönnblad